# Булыкино
Булыкино — деревня в Кирилловском районе Вологодской области.
Входит в состав Чарозерского сельского поселения, с точки зрения административно-территориального деления — в Коротецкий сельсовет.
Расстояние до районного центра Кириллова по автодороге — 64 км, до центра муниципального образования Чарозера по прямой — 18 км. Ближайшие населённые пункты — Киселево, Игнатьево, Бараково, Коротецкая, Ромашево, Горка-1.
По переписи 2002 года население — 17 человек.